# Geomorfologia do Quaternário
A Geomorfologia do período quaternário é marcada por importantes mudanças na paisagem terrestre, incluindo o avanço e recuo de geleiras, a formação de lagos glaciais e a erosão costeira. O período quaternário abrange os últimos 2,6 milhões de anos e é dividido em duas épocas: o Pleistoceno, que vai de 2,6 milhões de anos atrás até cerca de 11.700 anos atrás, e o Holoceno, que se estende até os dias atuais.
Durante o Pleistoceno, o clima global passou por vários ciclos glaciais e interglaciais, com o avanço e recuo de grandes mantos de gelo em direção aos polos. Isso causou importantes alterações na topografia terrestre, incluindo a formação de vales glaciais e a erosão de montanhas. No entanto, os processos geomorfológicos mais importantes desse período foram associados às mudanças no nível do mar.
Durante as fases mais frias do Pleistoceno, o nível do mar era mais baixo do que atualmente, devido ao armazenamento de água nos mantos de gelo continentais. Isso expôs vastas áreas do fundo do mar, que foram subsequentemente erodidas e modeladas pela ação das ondas e das correntes. Durante as fases mais quentes, o nível do mar subiu novamente, inundando essas áreas costeiras e criando novas formas de relevo, como deltas e baías.
O Holoceno foi caracterizado por um clima mais estável e a ação predominante de processos erosivos de menor escala, como a erosão fluvial e eólica. A atividade humana, no entanto, tem tido um grande impacto na paisagem durante esse período, principalmente devido ao desmatamento, à agricultura e ao uso intensivo de recursos naturais.